# Виділова школа
Виділова школа — навчальний заклад в Галичині за часів перебування у складі австрійських держав та під час польської окупації ЗУНР.

## Відомості
Виділові школи — це вищий ступінь міських народних шкіл, які в 1863 році реорганізували на 7-класні.
Перестали існувати внаслідок реформи освіти 1932 року: тоді почали засновувати 7-класні народні школи.